# منظمة السودان للتنمية الاجتماعية
منظمة السودان للتنمية الاجتماعية والمعروفة اختصارًا (SUDO)، هي منظمة سودانية غير ربحية تعمل في السودان، ولها مكاتب تقع في جميع أنحاء البلاد، وتساعد المدنيين المتضررين من النزاعات والنازحين داخليًا.تصف المنظمة نفسها بأنها مكرسة لتعزيز حقوق الإنسان والتنمية الدولية.

## المشاريع والشراكات
اعتبارًا من عام 2006، شاركت منظمة السودان للتنمية الاجتماعية في سبعة مشاريع رئيسية، ستة منها شراكات مع منظمات أخرى تعمل في المنطقة.

### شمال دارفور
في شمال دارفور، تمت المشاركة مع منظمة الأطفال إلى الأطفال (Kids To Kids) على توفير مياه الشرب الآمنة للناس والماشية عن طريق حفر آبار المياه وتزويد المضخات. بمساعدة من السفارة البريطانية، قامت سودو ببناء مركز صحي لتوفير الرعاية الصحية الأساسية لسكان مخيم زمزم للنازحين.

### جنوب وغرب دارفور
في جنوب دارفور وغرب دارفور، شراكة مع المعونة الكنسية النرويجية لتوفير الخدمات الصحية الأساسية والصرف الصحي ومياه الشرب المأمونة. تساعد الشراكة مع Trócaire في توفير المأوى للأشخاص في مخيم Mershing IDP من خلال بناء أكواخ من مواد من مصادر محلية. شراكة أخرى مع المعونة الكنسية النرويجية، جنبا إلى جنب مع كاريتاس، Sudanaid ومجلس الكنائس السوداني، ويساعد على سكان مدينتي نيالا وزالنجي الذين تضرروا بلدي ميليشيا الهجمات.

### غرب كردفان
في غرب كردفان، تهدف الشراكة مع كونسيرن وورلد وايد بمساعدة السفارة الفرنسية إلى الحد من النزاعات على المياه وتعزيز حقوق الإنسان.

## إجراءات الحكومة السودانية
سجلت منظمة العفو الدولية سلسلة من الهجمات على سودو من قبل الحكومة السودانية والميليشيات المسلحة العاملة داخل السودان.
وكان الدكتور مضوي إبراهيم آدم، مدير المنظمة، قد اعتقل في منزله في ديسمبر 2003 بعد زيارة لدارفور.وقد اتُهم بارتكاب جرائم ضد الدولة، والتي حملت إمكانية الحكم عليه بالإعدام، ولكن أسقطت التهم في أغسطس 2004.
في سبتمبر 2004 أديب يوسف، مدير فرع زالنجي في سودو، تم اعتقاله واحتجازه، أولاً في مركز احتجاز غير رسمي بالقرب من سجن كوبر بالخرطوم ثم في سجن ديبيك شمال الخرطوم، حتى 19 أبريل 2005.
في 29 سبتمبر 2005، اختطف جيش تحرير السودان ثلاثة أعضاء من سودو في مخيم زمزم للنازحين.
في مارس 2003، أغلقت الحكومة السودانية اثنين من مكاتب المنظمة وجمدت حساباتها المصرفية.

## اختتام محاكمات سودو و 2010 مضوي
في 5 مارس 2009، في نفس اليوم الذي اتهمت فيه المحكمة الجنائية الدولية الرئيس عمر البشير، أمرت الحكومة السودانية بإغلاق سودو، واستولت قوات أمن الدولة على مكاتبها. وذكرت صحيفة نيويورك تايمز أن الرسالة التي أغلقت المكاتب «جاءت من لجنة الشؤون الإنسانية التي يديرها أحمد هارون، أحد الأشخاص الذين يواجهون مذكرة توقيف من المحكمة الجنائية الدولية بتهمة القتل الجماعي في دارفور».استأنف مضوي والمنظمة إغلاقهما في المحكمة، وفازا في الاستئناف في أبريل 2010. ومع ذلك، وفقًا لبيان صحفي صادر عن سودو لعام 2011، لا تزال المنظمة مغلقة فعليًا: «في السودان يمكنك الفوز في قضية ولكن لا شيء يتغير.ظلت مكاتب سودو مقفلة، وظلت أصولها مجمدة، ولم يُسمح للمنظمة في السودان باستئناف عملياتها».
في الوقت نفسه، واجه المضوي محاكمات متكررة عن «سوء الإدارة المالية» لموارد سودو. تمت تبرئته في البداية من هذه التهم في 5 مارس / آذار 2010، لكن قاضي القضية، عبد المنعم محمد سليم، أبطل حكم البراءة في 22 ديسمبر / كانون الأول، وأعاد سجن مضوي.وحكم عليه «بالسجن سنة واحدة وغرامة قدرها 3000 جنيه سوداني (1250 دولار أمريكي) لسوء الإدارة المالية» وأطلق سراح مضوي في 25 يناير مع إشعار أن الوقت كان قد خدم كانت كافية.ولكن حتى يناير / كانون الثاني 2011، ما زالت التهم الموجهة إليه قائمة، وتواصل منظمة العفو الدولية تسميته سجين رأي.

## روابط خارجية
- منظمة السودان للتنمية الاجتماعية - الموقع الرسمي